# 衡南高速公路
衡阳－南宁高速公路，简称衡南高速，中国国家高速公路网编号为G7221，是泉南高速公路的并行线，起点在湖南省衡阳市，途经城步苗族自治县、广西壮族自治区龙胜各族自治县、融安县、河池市宜州区、上林县，终点在南宁市。

## 分段情况

### 湖南段
部分通车。

### 广西段
又称“龙南高速公路”，原编号为“桂高速S53”，是《广西高速公路网规划（2018-2030年）》中“纵8线”桂林龙胜（湘桂界）至峒中高速公路的重要组成部分。起点位于桂林市龙胜县马堤乡芙蓉村西北侧广西与湖南交界处，与城步至龙胜高速公路湖南段顺接，终点位于南宁市兴宁区三塘镇，接南宁绕城高速公路。
- 芙蓉－龙胜：起于龙胜县马堤乡芙蓉村省界，止于龙胜县龙胜镇东南双洞村附近，设置双洞枢纽互通连接桂三高速公路。路线全长32.19公里，采用双向四车道高速公路标准，设计速度为100公里/小时，路基宽度为26米。设置桥梁（含分离式立交）11436.7米/29座（其中：特大桥1168米/1座，大桥（不含互通）7576米/18座，互通区大桥2496.3米/7座，中桥196.4米/3座），隧道8954米/6座（特长隧道4147.5米/1座，长隧道4005.5米/3座，中隧道594米/1座，短隧道207米/1座），涵洞28道，通道11道，互通式立交3处，分离式立交6座，天桥2座，管理分中心1处，养护工区1处，隧道管理站（与隧道通信站合建）3处，服务区1处，匝道收费站2处，路政管理中队1处[4]。

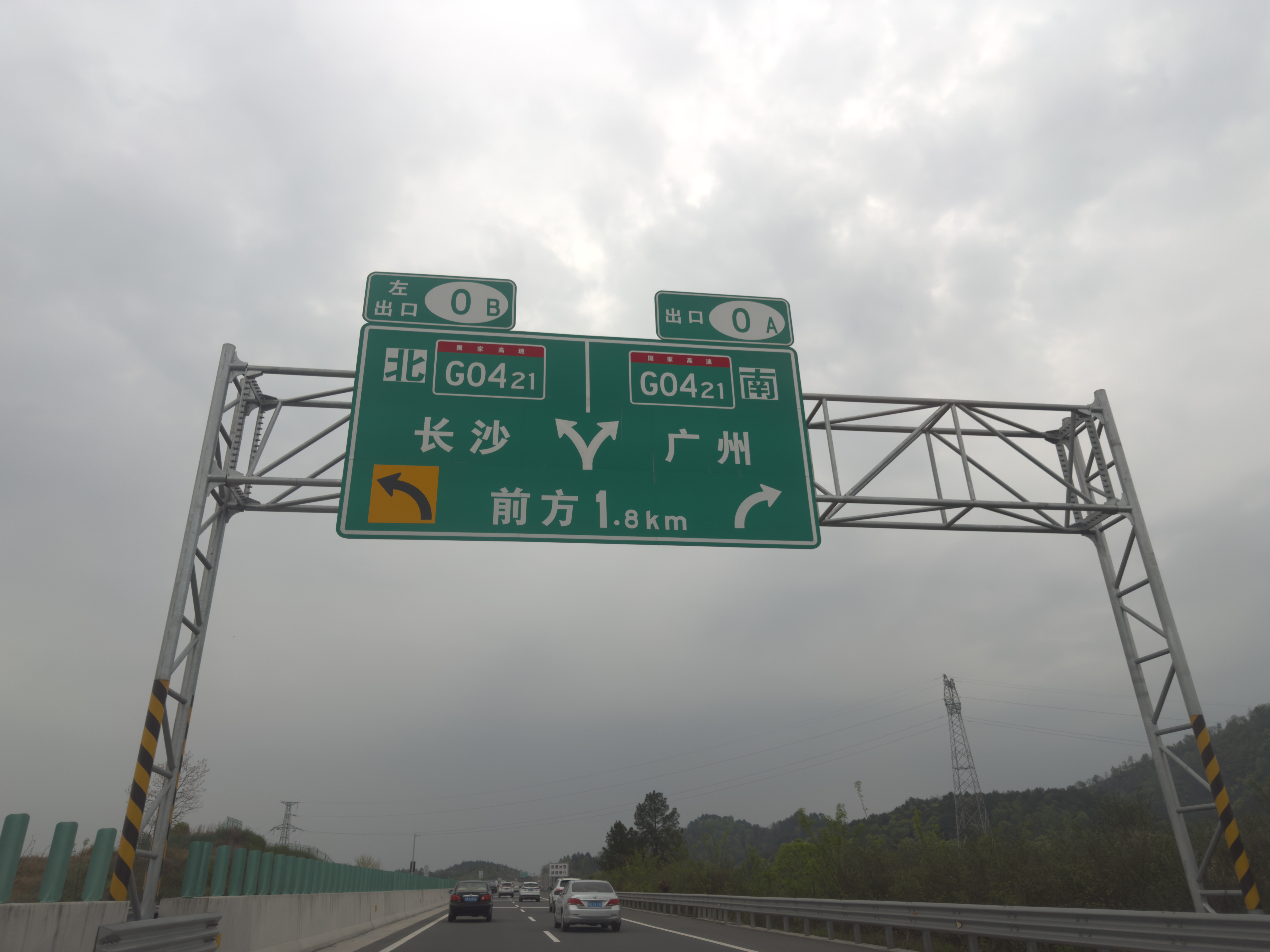
寺塘冲枢纽(衡南高速东向)

- 寺塘冲枢纽(衡南高速东向)宜州－上林：起于河池市宜州区庆远镇古城接汕昆高速公路，并对接龙胜至宜州高速公路，经宜州区石别镇、福龙瑶族乡，忻城县城关镇、红渡镇、古蓬镇，上林县塘红乡、三里镇，对接上林至南宁高速公路。主线全长113.753公里，采用双向四车道高速公路标准建设，设计速度为120公里/小时，路基宽度26.5米，沥青混凝土路面。全线设置桥梁24454米/59座，其中特大、大桥24166米/56座，中小桥288米/3座；隧道10933米/21座，其中长隧道5030米/3座，中隧道1755米/2座，短隧道4148米/16座，桥隧比31.13%，涵洞387道，通道220道，互通9处（其中枢纽互通4处），匝道收费站6处，服务区2处、停车区3处、管养工区2处[5]。

- 上林－南宁：起于上林县三里镇双罗村高古庄，接宜州至上林高速公路，经明亮镇，武鸣区马头镇、罗波镇、太平镇，至兴宁区三塘镇，设三塘枢纽立交接南宁绕城高速公路，并设主线收费站后与南宁市规划九曲湾快速路衔接。主线全长81.533公里，设桥梁15613.8米/41座，隧道18211米/15座，桥隧比41.49%；全线设置互通式立交6处，其中枢纽互通立交3处（1处兼具枢纽和服务功能），一般互通立交3处；全线共设管理分中心1处、服务区2处、停车区1处、管养工区2处，桥隧管理站3处、匝道收费站3处、主线收费站1处，路政基地2处、交警基地2处[6]。